# مارکو مسکاتی
مارکو مسکاتی (انگلیسی: Marco Moscati؛ زادهٔ ۱ نوامبر ۱۹۹۲) بازیکن فوتبال اهل ایتالیا است.
از باشگاه‌هایی که در آن بازی کرده‌است می‌توان به باشگاه فوتبال پروجا، باشگاه فوتبال لیورنو، و باشگاه فوتبال نووارا اشاره کرد.